# Statenverkiezingen Curaçao 2006
Op 27 januari 2006 vonden in Curaçao verkiezingen plaats voor de kiesgroep Curaçao van de Staten van de Nederlandse Antillen.

## Deelnemende partijen
| Lijst | Partij               | Lijsttrekker                |
| ----- | -------------------- | --------------------------- |
| 1     | LNPA                 | N.M. Pierre                 |
| 2     | PNP                  | Zus de Lannooy              |
| 3     | "Ban Vota"           | Norbert George              |
| 4     | M.O.D.P.O.R.         | Stanley Brown               |
| 5     | P.A.R.               | Emily de Jongh-Elhage       |
| 6     | Democraat            | Errol Hernandez             |
| 7     | PAPPS                | Sonja Berkemeijer-Balentina |
| 8     | MAN                  | Charles Cooper              |
| 9     | P.L.K.P.             | Errol Cova                  |
| 10    | E Mayoria Opshon D-C | Aurelio Pedro               |
| 11    | Forsa Kòrsou         | Nelson Navarro              |
| 12    | FOL                  | Anthony Godett              |
| 13    | Pueblo Soberano      | Helmin Wiels                |
| 14    | P100                 | A. Clarinda                 |

## Uitslag
De uitslag werd bekendgemaakt door het Hoofdstembureau Curaçao.

### Opkomst
|                          | 2002    | 2002      | 2006    | 2006  |
| # stemmen                | %       | # stemmen | %       |       |
| ------------------------ | ------- | --------- | ------- | ----- |
| Kiesgerechtigden         | 111.136 |           | 111.790 |       |
| Niet opgekomen           | 42.988  | 38,68     | 40.474  | 36,93 |
| Opkomst                  | 68.148  | 61,32     | 71.316  | 63,79 |
| Blanco/ongeldige stemmen | 997     | 1,46      | 808     | 1,15  |
| Geldige stemmen          | 67.151  | 98,54     | 70.508  | 98,85 |

### Stemmen en zetelverdeling
| Partij                   | 2002      | 2002  | 2002   | 2006      | 2006  | 2006   | verschil | verschil |
| Partij                   | # stemmen | %     | zetels | # stemmen | %     | zetels | %        | zetels   |
| ------------------------ | --------- | ----- | ------ | --------- | ----- | ------ | -------- | -------- |
| P.A.R.                   | 16.443    | 24,49 | 4      | 18.187    | 25,79 | 5      | +1,30    | +1       |
| MAN                      | 4.174     | 6,22  | 0      | 13.123    | 18,61 | 3      | +12,39   | +3       |
| FOL                      | 18.383    | 27,38 | 5      | 9.582     | 13,59 | 2      | -13,79   | -3       |
| PNP                      | 10.706    | 15,94 | 3      | 7.768     | 11,02 | 2      | -4,92    | -1       |
| Forsa Kòrsou             | -         | -     | -      | 6.658     | 9,44  | 2      | +9,44    | +2       |
| P.L.K.P.                 | 9.695     | 14,44 | 2      | 4.293     | 6,09  | 0      | -8,35    | -2       |
| LNPA                     | -         | -     | -      | 3.851     | 5,46  | 0      | +5,46    | 0        |
| Pueblo Soberano          | -         | -     | -      | 3.357     | 4,76  | 0      | +4,76    | 0        |
| Democraat                | 1.903     | 2,83  | 0      | 2.638     | 3,74  | 0      | +0,91    | 0        |
| "Ban Vota"               | -         | -     | -      | 484       | 0,69  | 0      | +0,69    | 0        |
| M.O.D.P.O.R.             | -         | -     | -      | 242       | 0,34  | 0      | +0,34    | 0        |
| PAPPS                    | -         | -     | -      | 185       | 0,26  | 0      | +0,26    | 0        |
| P100                     | 273       | 0,41  | 0      | 99        | 0,14  | 0      | -0,27    | 0        |
| E Mayoria Opshon D-C     | -         | -     | -      | 41        | 0,06  | 0      | +0,06    | 0        |
| overige partijen in 2002 | 5.574     | 8,30  | 0      | -         | -     | -      | -8,30    | -        |
| Totaal                   | 67.151    | 100   | 14     | 70.508    | 100   | 14     |          | 0        |